# Șorogari
Șorogari – wieś w Rumunii, w okręgu Jassy, w gminie Aroneanu. W 2011 roku liczyła 312 mieszkańców.